# Euskadi Roja
Euskadi Roja fue una publicación periódica editada por el Partido Comunista de Euskadi. Contenía algunos textos escritos en euskera.

## Historia
Euskadi Roja sustituyó a un órgano previo del partido en Vizcaya, titulado Bandera Roja. Inicialmente, Euskadi Roja era publicado con periodicidad semanal en Bilbao. El primer número apareció en marzo de 1933. Habría sido la primera vez que el movimiento comunista usaba el término 'Euskadi' para el País Vasco (hasta entonces solo había sido usado por los nacionalistas). A finales de 1935 el diario fue trasladado a San Sebastián. Cuando estalló la guerra civil y cayó San Sebastián en poder de las fuerzas sublevadas, el diario retornó a Bilbao. El 2 de diciembre de 1936 empezaría a publicarse diariamente. Hacia febrero-marzo de 1937, Euskadi Roja tenía una circulación diaria de 45 000-48 000 ejemplares. Aparte de ser distribuido en el País Vasco, también era leído en Santander y Asturias. Euskadi Roja fue considerada uno de las publicaciones comunistas españolas de mejor calidad de su época. Ramón Ormazábal y Ricardo Urondo ejercieron como directores de Euskadi Roja.
Después de la caída de Bilbao, el diario reapareció en Barcelona como semanario. La publicación de Euskadi Roja continuaría en el exilio en Francia después de la guerra, como el órgano principal del Partido Comunista de Euskadi, con Ormazábal de director. Tenía su oficina en el número de 8 de la avenida Mathurin-Moreau, en París. El diario fue prohibido en Francia, disposición que entraría en vigor el 27 de octubre de 1950.